# رمز و راز بانکداری
رمز و راز بانکداری (به انگلیسی: The Mystery of Banking) کتاب نوشته موری روتبارد در سال ۱۹۸۳ است که سیستم بانکداری مدرن با ذخایر کسری و ریشه‌های آن را توضیح می‌دهد. این کتاب اثرات مخرب [بانکداری با ذخایر کسری] را بر زندگی هر مرد، زن و کودک نشان می‌دهد.
روتبارد این کتاب را به توماس جفرسون، چارلز هولت کمپبل و لودویگ فون میزس تقدیم کرد که همگی «قهرمانان پول سخت» بودند.